# Louis Stanislas de Girardin
Louis-Stanislas-Cécile-Xavier de Girardin (né à Lunéville le 19 janvier 1762 et mort à Paris le 27 février 1827) est un général, préfet et député français.

## Biographie
Fils du marquis René-Louis de Girardin, il eut pour parrain le roi Stanislas Leszczynski, et pour précepteur Jean-Jacques Rousseau. Ayant embrassé la carrière des armes, il arriva, tout jeune encore, capitaine au régiment de Chartres. Partisan enthousiaste de la Révolution, il rédigea les cahiers du bailliage de Senlis, fut appelé à la présidence du département de l'Oise (1790), puis à l'Assemblée législative (1791), où on le vit peu à peu se rapprocher des Feuillants et du parti constitutionnel. Envoyé en mission à Londres après le 10 août, mais arrêté à son retour avec ses frères (1793), il ne sortit de prison qu'à la suite du 9 thermidor, grâce aux actives démarches de Louise Contat, qui saisit habilement la circonstance de la translation des cendres de Jean-Jacques Rousseau au Panthéon. « Ce serait une inconséquence pour la Convention, écrivit-elle au comité de Salut public, de laisser dans la captivité les fils de celui qui recueillit J.-J. Rousseau, pendant qu'elle s'occupe d'une fête en l'honneur de ce beau génie ». Sous le gouvernement consulaire, Stanislas de Girardin siégea au tribunat dont il devint président en 1802. 
Lié avec Joseph Bonaparte, il prit du service dans ses troupes lorsque ce prince fut élevé au trône de Naples, l'accompagna ensuite en Espagne, devint préfet de la Seine-Inférieure en 1812, conserva ce poste sous la Première Restauration, passa à la préfecture de Seine-et-Oise. Pendant les Cent-Jours, siégea à la Chambre des représentants, tomba en disgrâce à la deuxième rentrée de Louis XVIII, et reçut pourtant la préfecture de la Côte-d'Or en 1819. Cette même année, les électeurs de la Seine-Inférieure, qui avaient conservé le meilleur souvenir de l'ancien administrateur de leur département, l'envoyèrent siéger à la Chambre des députés. Sans tenir compte de sa qualité de préfet, Girardin vint s'asseoir au côté gauche, avec lequel il vota constamment. L'indépendance dont il fit preuve, surtout à l'occasion des lois d'exception proposées à la suite de l'assassinat du duc de Berry, mécontenta vivement le ministère, qui lui retira sa préfecture le 3 avril 1820. Libre de toute attache, Stanislas de Girardin devint, à partir de ce moment, un des chefs et des principaux orateurs de l'opposition libérale ; sans cesse il éleva une voix courageuse contre toutes les lois d'exception, en faveur des mesures libérales, et se distingua à la tribune par la variété et la solidité de ses connaissances. Il lui arrivait souvent d'exprimer ses opinions avec la plus grande énergie. Lorsqu'en 1823 l'Espagne se révolta pour reconquérir ses libertés constitutionnelles, Stanislas de Girardin qualifia, en pleine Chambre, cette insurrection d'héroïque, et comme le côté droit lui criait qu'il faisait l'apologie de la révolte : « Sachez, messieurs, répondit-il, que les peuples qui rentrent dans leurs droits ne sont pas des peuples révoltés ».
Il meurt à Paris le 27 février 1827. Ses obsèques sont célébrées dans l'église Notre-Dame-de-Lorette et il est inhumé au cimetière du Père-Lachaise (28e division).

## Distinctions
- Commandeur de la Légion d'honneur (1804)

## Mandats à l'Assemblée nationale ou à la Chambre des députés
- Présidence : du 24/06/1792 au 08/07/1792
- 01/09/1791 - 20/09/1792 : Oise - Extrême gauche initialement - Se rapproche progressivement du parti constitutionnel
- 01/07/1809 - 04/06/1814 : Seine-Inférieure - Bonapartiste
- 04/06/1814 - 20/03/1815 : Seine-Inférieure
- 24/05/1815 - 13/07/1815 : Seine-Inférieure - Modéré
- 11/09/1819 - 24/12/1823 : Seine-Inférieure - Gauche
- 25/02/1824 - 27/02/1827 : Seine-Inférieure - Opposition libérale

## Œuvres
- Promenade ou Itinéraire des jardins d'Ermenonville (1788, avec vues gravées par Jacques Mérigot) ;
- Journal et souvenirs, discours et opinions (1828, 4 vol.), livre plein de renseignements curieux sur les faits dont l'auteur a été témoin, mais qui s'arrête malheureusement à 1810.

## Anecdote
En 1801, Louis Stanislas de Girardin tint le dialogue suivant avec le Premier Consul Napoléon Bonaparte :

Bonaparte — Il eût mieux valu […] que cet homme [Jean-Jacques Rousseau] n'eût pas existé ; il a causé la Révolution.

Girardin — Il me semble, citoyen consul, que vous n'avez guère à vous plaindre de la Révolution.

Bonaparte — L'avenir dira s'il n'eût pas mieux valu pour le repos de la terre que ni Rousseau ni moi n'eussions existé.